# John Neville (acteur)
Pour les articles homonymes, voir John Neville.
John Neville est un acteur britannique, né le 2 mai 1925 à Willesden en Londres (Royaume-Uni) et mort le 19 novembre 2011 à Toronto (Canada).

## Filmographie

### Cinéma
- 1960 : Oscar Wilde de Gregory Ratoff : Lord Alfred Douglas
- 1961 : Mr. Topaze de Peter Sellers : Roger
- 1962 : Billy Budd de Peter Ustinov : Julian Ratcliffe, 2d Lieutenant
- 1963 : Unearthly Stranger de John Krish : Dr Mark Davidson
- 1965 : Sherlock Holmes contre Jack l'Éventreur (A Study in Terror) de James Hill : Sherlock Holmes
- 1970 : Les Aventures du brigadier Gérard (The Adventures of Gerard) de Jerzy Skolimowski : Wellington
- 1988 : Les Aventures du baron de Münchhausen (The Adventures of Baron Munchausen) de Terry Gilliam : Hieronymus Karl Frederick Baron de Munchausen
- 1994 : Bébé part en vadrouille (Baby's Day Out, titre québécois Les aventures de bébé) de Patrick Read Johnson : Mr. Andrews
- 1994 : Aux bons soins du docteur Kellogg (The Road to Wellville) de Alan Parker : Endymion Hart-Jones
- 1994 : Les Quatre Filles du docteur March (Little Women) de Gillian Armstrong : Mr. Laurence
- 1995 : Esprits rebelles (Dangerous Minds, titre québécois Mentalité dangereuse) de John N. Smith : Serveur
- 1996 : Swann de Anna Benson Gyles : Cruzzi
- 1996 : Prof et Rebelle (High School High, titre québécois L'École, c'est secondaire) de Hart Bochner : Thaddeus Clark
- 1996 : Sabotage de Tibor Takács : Follenfant
- 1997 : Shadow Zone: My Teacher Ate My Homework de Stephen Williams : boutiquier
- 1997 : Le Cinquième Élément (The Fifth Element) de Luc Besson : Général Staedert
- 1997 : Renaissance (Regeneration) de Gillies MacKinnon : Dr. Yealland
- 1997 : Time to Say Goodbye? (titre belge À l'heure des adieux) de David Hugh Jones : le juge du Michigan
- 1998 : Goodbye Lover (titre québécois Au revoir, mon amour) de Roland Joffé : Bradley
- 1998 : The X-Files, le film (The X Files, titre québécois Aux frontières du réel) de Rob Bowman : L'homme manucuré
- 1998 : Urban Legend, titre québécois Légende urbaine) de Jamie Blanks : Dean Adams
- 1999 : Dinner at Fred's de Shawn Thompson : Oncle Henrick
- 1999 : Water Damage de Murray Battle : Jock Beale
- 1999 : Sunshine de István Szabó : Gustave Sors
- 1999 : Hubert, son altesse caninissime (The Duke) de Philip Spink : Le Duc
- 2000 : Bonhoeffer: Agent of Grace de Eric Till : Bishop George Bell
- 2001 : Harvard Story (Harvard Man) de James Toback : Dr Reese
- 2002 : Crime and Punishment de Menahem Golan : Marmeladov, père alcoolique de Sonia
- 2002 : L'Enfant et le Loup (Time of the Wolf) de Rod Pridy : Pasteur
- 2002 : Spider de David Cronenberg : Terrence
- 2002 : Between Strangers (titre québécois Cœurs inconnus) de Edoardo Ponti : Orson Stewart
- 2003 : Hollywood North de Peter O'Brian : Henry Neville
- 2003 : Moving Malcolm de Benjamin Ratner : Malcolm Woodward
- 2003 : Crime contre l'Humanité (The Statement) de Norman Jewison : Vieillard
- 2004 : White Knuckles de Leo Scherman : Narrateur
- 2005 : Separate Lies de Julian Fellowes : Lord Rawston

### Télévision

#### Téléfilms
- 1957 : The Life of Henry V de Peter Dews : Henry V
- 1961 : The Barretts of Wimpole Street : Robert Browning
- 1979 : Riel de George Bloomfield : Général Wolseley
- 1993 : Dieppe de John N. Smith : Général Sir Alan Brooke
- 1993 : Journey to the Center of the Earth de William Dear : Dr Cecil Chambers
- 1995 : The Song Spinner de Randy Bradshaw : Frilo, Le Magnifique
- 1998 : Johnny 2.0 de Neill Fearnley : Bosch
- 2000 : L'Amour en question (Custody of the Heart, titre québécois Cœur à charge) de David Hugh Jones : Juge H. Chadwick
- 2002 : Trudeau de Jerry Ciccoritti : Haut commissionnaire britannique
- 2002 : The Stork Derby de Mario Azzopardi : Mr. Cunningham
- 2002 : Escape from the Newsroom de Ken Finkleman : le père de George
- 2003 : Manipulations d'état (Control Factor, titre québécois Cortex contrôle) de Nelson McCormick : Détective

#### Séries télévisées
- 1951 et 1957 : BBC Sunday-Night Theatre (série télévisée, 2 épisodes) : Henry V / Peter
- 1955 : ITV Television Playhouse (série télévisée, 1 épisode, A Question of Fact de Quentin Lawrence) : Paul Gardiner
- 1957 : Producers' Showcase (série télévisée, 1 épisode, Romeo and Juliet de Michael Benthall et Clark Jones) : Roméo
- 1957 : ITV Play of the Week (série télévisée, 1 épisode, Hedda Gabler de Ernest Borneman (adaptation) et Henrik Ibsen (script)) : Ejlert Lovborg
- 1959 : The DuPont Show of the Month (série télévisée, 1 épisode, Hamlet de Ralph Nelson) : Hamlet
- 1965 : Theatre 625 (série télévisée, 1 épisode Poor Bitos de Donald McWhinnie) : Maxime / Saint-Just
- 1967 : The Wednesday Play créé par Sydney Newman (série télévisée, 1 épisode The Order de Basil Coleman) : Inspecteur Franz Mittermayer
- 1967 : Half Hour Story (série télévisée, 1 épisode George's Room de Alan Clarke) : L'homme
- 1968 : The Company of Five (série télévisée, 6 épisodes) : divers rôles
- 1969 : The First Churchills (série télévisée, 12 épisodes) : John Churchill, Duc de Marlborough
- 1971 : Shadows of Fear (série télévisée, 1 épisode The Death Watcher de Jacques Gillies) : Pickering
- 1971 : Les Rivaux de Sherlock Holmes (série télévisée, 1 épisode A Message from the Deep Sea) : Dr Thorndyke
- 1971 : Shirley's World (série télévisée, 1 épisode The Reunion de Peter Sasdy) : Sir Everard
- 1972 : Love Story de Lionel Harris (série télévisée, 1 épisode Third Party de Henri Safran) : Andrew
- 1972 : Poigne de fer et séduction (The Protectors, titre québécois Les protecteurs) (série télévisée, 1 épisode Triple Cross de John Hough) : Charlie
- 1981 : Titans (série télévisée, 1 épisode Confuscius de Patrick Watson) : Confuscius
- 1990 : Grand (série télévisée, 26 épisodes) : Desmond
- 1992 : E.N.G. créée par Bryce Zabel (série télévisée, 1 épisode Acid Test) :
- 1992 : By Way of the Stars de Allan King (feuilleton TV) : Professeur Billby
- 1992 : Les Contes d'Avonlea (ou Les Enfants d'Avonlea, Road to Avonlea) créée par Kevin Sullivan (série télévisée, 1 épisode A Dark and Stormy Night de Allan King) : Percy Methley
- 1993 : Promo 96 (Class of '96)(série télévisée, 1 épisode The Accused) : Professor Hilton
- 1993 : Stark : Lord de Quincy
- 1993 : Star Trek : La Nouvelle Génération (Star Trek: The Next Generation) créée par Gene Roddenberry (série télévisée, 1 épisode Descente aux enfers - 1/2 Descent: Part 1) : Isaac Newton
- 1994 : Viper créée par Danny Bilson et Paul De Meo (série télévisée, 1 épisode Thief of Hearts) : Leonard Price
- 1994 : Performance (série télévisée, 1 épisode Message for Posterity) : Sir David Browning
- 1996 : Chercheurs d'or de Marc Simenon (feuilleton) : Dwight Sanderson
- 1996 : FX, effets spéciaux (F/X: The Series) (série télévisée, 1 épisode F/X: The Illusion de Paul Lynch) : Oscar Hammond
- 1998 : X-Files : Aux frontières du réel (The X Files) (série télévisée, 8 épisodes) : L'homme manucuré
- 1998 : Les Aventures de Shirley Holmes (The Adventures of Shirley Holmes) (série télévisée, 1 épisode The Case of the Celestial Signal) : O'Henry
- 2000 : Amazon (série télévisée, 9 épisodes) : First Elder Cole
- 2002 : The Education of Max Bickford (série télévisée, 1 épisode Past, Present, Future) : Arthur Jameson
- 2002 : Queer as Folk (série télévisée, 1 épisode) : Mr. Wiley
- 2002 : Odyssey 5 (série télévisée, 1 épisode Pilot) : Le chercheur
- 2002 : Émilie de la nouvelle lune (Emily of New Moon) (série télévisée, 14 épisodes) : Oncle Malcolm
- 2002 : Eleventh Hour créée par Stephen Gallagher (série télévisée, 4 épisodes) : Deaton Hill

## Doublage
- 1991 : Johann's Gift to Christmas de René Bonnière (téléfilm) : Viktor
- 1998 : Surfer d'Argent (Silver Surfer) créé par Jack Kirby et Stan Lee (série télévisée, 7 épisodes) : Éternité
- 2000 : Rockabye Bubble (série télévisée) : Sparky
- 2002 : Sea and Stars de Georgine Strathy et Anna Tchernakova : Narrateur
- 2006 : The Tragic Story of Nling de Jeffrey St. Jules : l'âne